# Рейчел Вайс
Ре́йчел Ханна Вайс, у шлюбі Крейг (англ. Rachel Hannah Weisz Craig; нар. 7 березня 1970) — британська та американська акторка, модель, нараторка аудіокниг та кінорежисерка. Відома роллю Іві в фільмах «Мумія» та «Мумія повертається», а також роллю Тані Чернової у фільмі «Ворог біля воріт». Лауреатка премії «Оскар» за роль у фільмі «Відданий садівник» (2006).

## Життєпис
Народилася в Лондоні 7 березня 1970 року.
Її батько, Джордж Вайс, єврей за національністю, народився в Угорщині і пізніше став винахідником. Разом із сім'єю йому довелося втікати в Англію, щоб уникнути переслідування нацистами. Мати Рейчел, Едіт, була народжена у Відні, у католицькій сім'ї.
Вивчала англійську літературу в Кембриджському університеті. Під час навчання брала участь у різних студентських постановках і була також однією зі засновників студентського драматичного гуртка «Cambridge Talking Tongues».

## Особисте життя
Вайс була заручена з американським режисером Дарреном Аронофскі з 2001 року.
31 травня 2006 року народила сина Генрі. 9 листопада 2010 року пара заявила про розрив відносин. 22 червня 2011 в Нью-Йорку таємно одружилася з Деніелом Крейгом на приватній нью-йоркській церемонії за участю чотирьох гостей, включаючи сина Вайса і доньку Крейга. Вайс та англійський актор Деніел Крейг були друзями протягом багатьох років і разом працювали над фільмом «Будинок мрії» 2011 року. Вони почали зустрічатися в грудні 2010 року . 1 вересня 2018 року стало відомо, що у них народилася перша спільна дитина, донька Грейс. 
Вайс з'являлася на обкладинках таких журналів, як Vogue , була музою модельєра Нарсісо Родрігеса , у 2010 році була призначена глобальним послом L'Oréal . Вайс вивчила карате для ролі у фільмі «Брати Блум» . Британська громадянка за походженням, Вайс стала натуралізованою громадянкою США у 2011 році .

## Фільмографія

### Кінофільми
| Рік  |   | Українська назва             | Оригінальна назва         | Роль                           |
| ---- | - | ---------------------------- | ------------------------- | ------------------------------ |
| 1994 | ф | Машина смерті                | Death Machine             | молодший спеціаліст            |
| 1996 | ф | Ланцюгова реакція            | Chain Reaction            | доктор Лілі Сінклер            |
| 1996 | ф | Вислизаюча краса             | Stealing Beauty           | Міранда Фокс                   |
| 1997 | ф | Схильність                   | Bent                      | повія                          |
| 1997 | ф | Подорожні                    | Going All the Way         | Марті Пілчер                   |
| 1997 | ф | Віднесений морем             | Swept from the Sea        | Емі Фостер                     |
| 1998 | ф | Я тебе хочу                  | I Want You                | Хелен                          |
| 1998 | ф | Земля дівчат                 | The Land Girls            | Ейг                            |
| 1999 | ф | Мумія                        | The Mummy                 | Евелін Карнахан                |
| 1999 | ф | Смак сонячного світла        | Sunshine                  | Грета                          |
| 1999 | ф | Історії підземки             | Tube Tales                | Анжела (сегмент "Rosebud")     |
| 2000 | ф | Прекрасні створіння          | Beautiful Creatures       | Петула                         |
| 2001 | ф | Ворог коло брами             | Enemy at the Gates        | Таня Чернова                   |
| 2001 | ф | Мумія повертається           | The Mummy Returns         | Евелін Карнахан / Нефертіті    |
| 2002 | ф | Мій хлопчик                  | About a Boy               | Рейчел                         |
| 2003 | ф | Афера                        | Confidence                | Лілі                           |
| 2003 | ф | Образ речей                  | The Shape of Things       | Евелін Енн Томпсон             |
| 2003 | ф | Вердикт за гроші             | Runaway Jury              | Марлі / Габріелла Брандт       |
| 2004 | ф | Заздрість                    | Envy                      | Деббі Дінгман                  |
| 2005 | ф | Костянтин: Володар темряви   | Constantine               | Анджела Додсон / Ізабел Додсон |
| 2005 | ф | Відданий садівник            | The Constant Gardener     | Тесса Квейл                    |
| 2006 | ф | Фонтан                       | The Fountain              | Королева Ізабелла / Іззі Крео  |
| 2006 | ф | Ераґон                       | Eragon                    | Сапфіра (голос)                |
| 2007 | ф | Мої чорничні ночі            | My Blueberry Nights       | Сью Лінн Коупленд              |
| 2007 | ф | Фред Клаус, брат Санти       | Fred Claus                | Ванда                          |
| 2008 | ф | Так, можливо                 | Definitely, Maybe         | Наташа Роуз / Саммер Гартлі    |
| 2008 | ф | Брати Блум                   | The Brothers Bloom        | Пенелопа Стемп                 |
| 2009 | ф | Агора                        | Ágora                     | Гіпатія                        |
| 2009 | ф | Милі кістки                  | The Lovely Bones          | Ебігейл Салмон                 |
| 2010 | ф | Стукачка                     | The Whistleblower         | Кетрін Болковеч                |
| 2011 | ф | Калейдоскоп любові           | 360                       | Роуз                           |
| 2011 | ф | Дім марень                   | Dream House               | Ліббі Атентон                  |
| 2011 | ф | Глибоке синє море            | The Deep Blue Sea         | Естер Кольєр                   |
| 2012 | ф | Спадок Борна                 | The Bourne Legacy         | доктор Марта Шіринґ            |
| 2012 | ф | До дива                      | To the Wonder             | Дайна (видалена сцена)         |
| 2013 | ф | Оз: Великий та Могутній      | Oz the Great and Powerful | Еванора / Зла відьма Сходу     |
| 2015 | ф | Лобстер                      | The Lobster               | короткозора жінка              |
| 2015 | ф | Юність                       | La giovinezza             | Ліна Белінджер                 |
| 2016 | ф | Та, що біжить від реальності | Complete Unknown          | Еліс Меннінг                   |
| 2016 | ф | Заперечення                  | Denial                    | Дебора Ліпштадт                |
| 2016 | ф | Світло між двох океанів      | The Light Between Oceans  | Ханна Роеннфельдт              |
| 2017 | ф | Моя кузина Рейчел            | My Cousin Rachel          | Рейчел Ешлі                    |
| 2017 | ф | Непокора                     | Disobedience              | Роніт Крушка                   |
| 2018 | ф | Перегони століття            | The Mercy                 | Клер Кроугерст                 |
| 2018 | ф | Фаворитка                    | The Favourite             | леді Сара                      |
| 2021 | ф | Чорна вдова                  | Black Widow               | Меліна Востокова               |

### Телебачення
| Рік  |    | Українська назва   | Оригінальна назва                                             | Роль                                                                             |
| ---- | -- | ------------------ | ------------------------------------------------------------- | -------------------------------------------------------------------------------- |
| 1992 | тф |                    | The Advocates                                                 | Сара Томпсон                                                                     |
| 1993 | с  | Інспектор Морс     | Inspector Morse                                               | Арабелла Бейдон (Епізод: "Twilight of the Gods")                                 |
| 1993 | с  | Тропічна спека     | Sweating Bullets                                              | Джоуї (Епізод: "His Pal Joey")                                                   |
| 1993 | с  | Скарлет і Блек     | Scarlet and Black                                             | Матильда (2 епізоди)                                                             |
| 1994 | с  |                    | Screen Two                                                    | Бекка (Епізод: "Dirtysomething")                                                 |
| 1994 | тф |                    | White Goods                                                   | Елейн                                                                            |
| 1998 | тф |                    | My Summer with Des                                            | Розі                                                                             |
| 1999 | тф |                    | This Is Not an Exit: The Fictional World of Bret Easton Ellis | Лорен Гінд                                                                       |
| 2010 | мс | Сімпсони           | The Simpsons                                                  | доктор Термонд (Епізод: "How Munched Is That Birdie in the Window?")             |
| 2011 | тф | Восьма сторінка    | Page Eight                                                    | Ненсі П'єрпан                                                                    |
| 2023 | с  | Зв'язані до смерті | Dead Ringers                                                  | близнючки Мантл (6 епізодів)                                                     |
| 2023 | мс | А що як...?        | What If...?                                                   | Меліна Востокова (Епізод: "What If... Captain Carter Fought the Hydra Stomper?") |

## Нагороди та номінації
| Нагорода                                | Рік  | Категорія                                         | Робота             | Результат |
| --------------------------------------- | ---- | ------------------------------------------------- | ------------------ | --------- |
| Оскар                                   | 2006 | Найкраща жіноча роль другого плану                | Відданий садівник  | Перемога  |
| Оскар                                   | 2019 | Найкраща жіноча роль другого плану                | Фаворитка          | Номінація |
| BAFTA Film Awards                       | 2006 | Найкраща жіноча роль                              | Відданий садівник  | Номінація |
| BAFTA Film Awards                       | 2019 | Найкраща жіноча роль другого плану                | Фаворитка          | Перемога  |
| Золотий глобус                          | 2006 | Найкраща жіноча роль другого плану                | Відданий садівник  | Перемога  |
| Золотий глобус                          | 2013 | Найкраща жіноча роль — драма                      | Глибоке синє море  | Номінація |
| Золотий глобус                          | 2019 | Найкраща жіноча роль другого плану                | Фаворитка          | Номінація |
| Золотий глобус                          | 2024 | Найкраща жіноча роль у мінісеріалі або телефільмі | Зв'язані до смерті | Номінація |
| Премія Гільдії кіноакторів США          | 2006 | Найкраща жіноча роль другого плану                | Відданий садівник  | Перемога  |
| Премія Гільдії кіноакторів США          | 2019 | Найкраща жіноча роль другого плану                | Фаворитка          | Номінація |
| Супутник                                | 2011 | Найкраща акторка в мінісеріалі або телефільмі     | Восьма сторінка    | Номінація |
| Супутник                                | 2019 | Найкраща акторка другого плану                    | Фаворитка          | Номінація |
| Супутник                                | 2019 | Найкращий акторський склад                        | Фаворитка          | Перемога  |
| Кінопремія «Вибір критиків»             | 2006 | Найкраща акторка другого плану                    | Відданий садівник  | Номінація |
| Кінопремія «Вибір критиків»             | 2019 | Найкраща акторка другого плану                    | Фаворитка          | Номінація |
| Кінопремія «Вибір критиків»             | 2019 | Найкращий акторський склад                        | Фаворитка          | Перемога  |
| Європейський кіноприз                   | 2015 | Найкраща акторка                                  | Юність             | Номінація |
| Європейський кіноприз                   | 2001 | Премія «Вибір народу» найкращій акторці           | Ворог коло брами   | Номінація |
| Премія британського незалежного кіно    | 2005 | Найкраща акторка                                  | Відданий садівник  | Перемога  |
| Премія британського незалежного кіно    | 2018 | Найкраща акторка                                  | Непокора           | Номінація |
| Премія британського незалежного кіно    | 2018 | Найкращий британський незалежний фільм            | Непокора           | Номінація |
| Премія британського незалежного кіно    | 2018 | Найкраща акторка другого плану                    | Фаворитка          | Перемога  |
| Премія Лондонського гуртка кінокритиків | 2006 | Найкраща акторка                                  | Відданий садівник  | Перемога  |
| Премія Лондонського гуртка кінокритиків | 2012 | Найкраща акторка                                  | Глибоке синє море  | Номінація |
| Премія Лондонського гуртка кінокритиків | 2019 | Найкраща акторка другого плану                    | Фаворитка          | Перемога  |
| Премія Лондонського гуртка кінокритиків | 2019 | Найкраща британська / ірландська акторка          | Фаворитка          | Номінація |
| Премія Лондонського гуртка кінокритиків | 2019 | Найкраща британська / ірландська акторка          | Непокора           | Номінація |
| Сатурн                                  | 2000 | Найкраща кіноакторка                              | Мумія              | Номінація |